# International Defence Exhibition
IDEX (англ. International Defence Exhibition) — международная выставка вооружений и военной техники, проводимая раз в два года в Абу-Даби, Арабские Эмираты. Проводится начиная с 1993 года. Является одной из самых представительных выставок вооружений в мире.

## Время проведения
- IDEX-1993 — 1-я выставка: 15—18 февраля 1993 года;
- IDEX-1995 — 2-я выставка: 20—23 марта 1995 года;
- IDEX-1997 — 3-я выставка: 16—20 марта 1997 года;
- IDEX-1999 — 4-я выставка: 14—18 марта 1999 года;
- IDEX-2001 — 5-я выставка: 18—22 марта 2001 года;
- IDEX-2003 — 6-я выставка: 16—20 марта 2003 года;
- IDEX-2005 — 7-я выставка: 12—17 февраля 2005 года;
- IDEX-2007 — 8-я выставка: 18—22 марта 2007 года;
- IDEX-2009 — 9-я выставка: 22—26 февраля 2009 года;
- IDEX-2011 — 10-я выставка: 20—24 марта 2011 года;
- IDEX-2013 — 11-я выставка: 17—21 марта 2013 года;
- IDEX-2015 — 12-я выставка: 22—26 февраля 2015 года;
- IDEX-2017 — 13-я выставка: 19—23 февраля 2017 года;
- IDEX-2019 — 14-я выставка: 17—21 февраля 2019 года;
- IDEX-2021 — 15-я выставка: 21—25 февраля 2021 года[1];
- IDEX-2023 — 16-я выставка: 20—24 февраля 2023 года[2][3].

## Интересные факты
- В 2009 году на IDEX 2009 было подписано контрактов на 16,8 миллиардов дирхам (около 4,6 миллиардов долларов)[4]. За столь высокую коммерческую значимость, выставка получила звание «лучшее торговое шоу» (англ. Best Trade Show)[5].

## Галерея

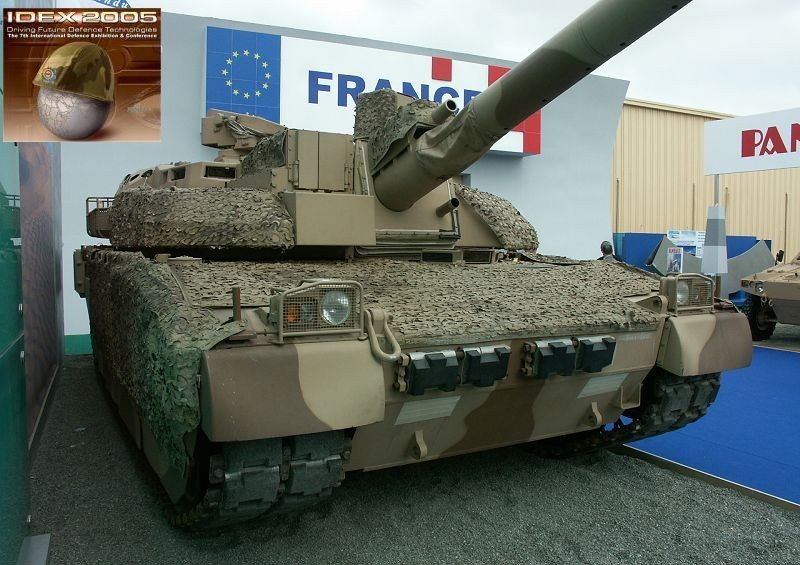
Танк «Леклерк» на IDEX-2005.
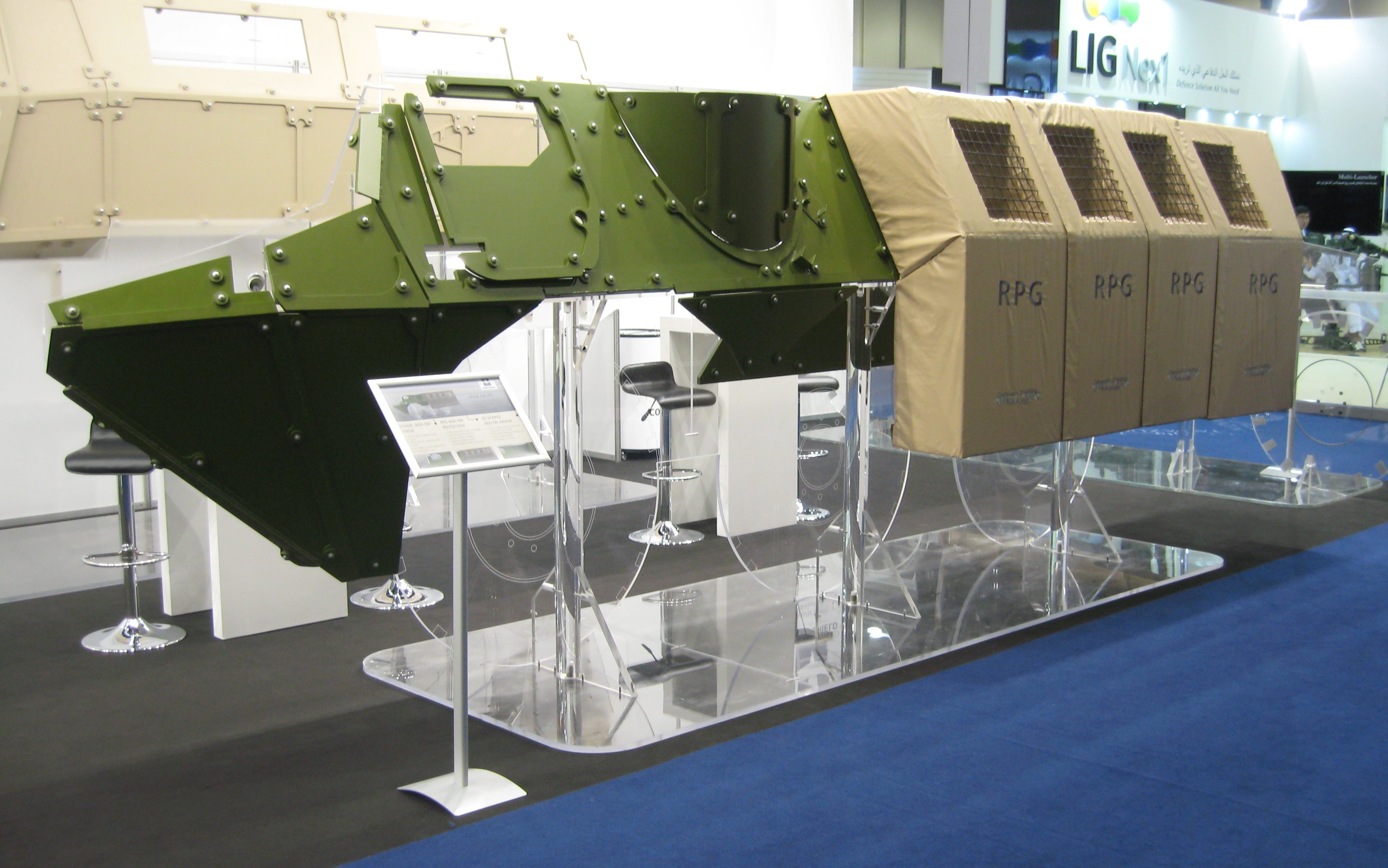
Средства активной защиты бронетехники на IDEX-2013.